# Gardar Svavarsson

Az első skandináv hajósok izlandi útjai a 9. században

Gardar Svavarsson (Garðar Svavarson) svéd származású viking, aki jelentős szerepet játszott Izland felfedezésében. Ő volt Naddoddur után a második skandináv hajós, aki elérte a szigetet.
A Haukr Erlendsson által szerkesztett Landnámabók szerint Svavar fia Gardar földbirtokos volt Sjællandon (Dánia), felesége pedig a Hebridákról származott. A 860-as években többször bejárta a szigetvilágot, hogy felesége halála után apósával szemben érvényesítse örökségét. Hajója azonban egyszer viharba került és messzire sodródott a Hebridáktól. Ezen út során érte el Izland keleti partjait. 
Gardar ezután körbehajózta a szigetet. Ő volt az első, aki megállapította Izlandról, hogy sziget. A Skjálfandi-öbölnél kötött ki és áttelelt Izlandon. E helynek ma Húsavík a neve.
Az áttelelés során egyik embere, Náttfari és egy rabszolga, valamint egy rabszolgalány elhagyták Gardart és önállóan letelepedtek egy közeli völgyben, amit Nattfaravíknek neveztek el. Tulajdonképpen ők lettek Izland első állandó telepesei – ha az ír szerzeteseket nem tekintjük állandó lakosoknak – de az izlandi hagyomány mégsem így őrizte meg nevüket, valószínűleg alacsony származásuk miatt.
Gardar a tél végén elhajózott és elhíresztelte Izland szépségét. A szigetet magáról Garðarshólminak,  Garðar szigetének nevezte el. Gardarral kapcsolatban ismeretes még, hogy fia, Uni, Izlandra vándorolt és unokája a Hróar nevet viselte.

## Fordítás
- Ez a szócikk részben vagy egészben  a   Gardar Svavarsson című angol Wikipédia-szócikk ezen változatának fordításán alapul.  Az eredeti cikk szerkesztőit annak laptörténete sorolja fel. Ez a jelzés csupán a megfogalmazás eredetét és a szerzői jogokat jelzi, nem szolgál a cikkben szereplő információk forrásmegjelöléseként.